# Светски куп у биатлону 2013/14 — 8 коло
Осмо коло Светског купа у биатлону 2013/14 одржано је од 13. до 16. марта 2014. године у Контиолахтију, (Финска). Због отказивања трка у спринту у 1. колу у Естерсунду због лоших временских услова одлучено је да се у Контилахтију изврши додатна трка у спринту у обе кокуренције уместо мешовите штафете.

## Сатница такмичења
| Датум    | Време (UTC+3) | Дисциплина               |
| -------- | ------------- | ------------------------ |
| 13. март | 13.15         | Спринт 10 км, мушкарци   |
| 13. март | 18.45         | Спринт 7,5 км, жене      |
| 15. март | 13.15         | Спринт 10 км, мушкарци   |
| 15. март | 18.45         | Спринт 7,5 км, жене      |
| 16. март | 11:45         | Потера 12,5 км, мушкарци |
| 16. март | 13:15         | Потера 10 км, жене       |

## Освајачи медаља

### Мушкарци
| Дисциплина:           | Злато:                        | Време             | Сребро:                        | Време             | Бронза:                | Време             |
| Спринт 10 км детаљи   | Јоханес Тингнес Бе · Норвешка | 23:33,2 (0+0)     | Мартен Фуркад · Француска      | 23:40,3 (0+0)     | Арнд Пајфер · Немачка  | 23:40,4 (1+0)     |
| Спринт 10 км детаљи   | Јоханес Тингнес Бе · Норвешка | 24:03,5 (0+0)     | Лоуел Бејли · Сједињене Државе | 24:22,9 (0+0)     | Ондреј Моравец · Чешка | 24:23,2 (0+0)     |
| Потера 12,5 км детаљи | Јоханес Тингнес Бе · Норвешка | 33:37.1 (0+0+1+4) | Мартен Фуркад · Француска      | 33:53,4 (0+0+2+1) | Бјерн Фери · Шведска   | 33:57,5 (0+0+1+2) |

### Жене
| Дисциплина:          | Злато:                    | Време             | Сребро:                      | Време             | Бронза:                     | Време             |
| Спринт 7,5 км детаљи | Кајса Мекерејнен · Финска | 20:36,3 (0+1)     | Олга Зајцева · Русија        | 20:4,4 (0+0)      | Мари Лауконен · Финска      | 20:59,0 (0+0)     |
| Спринт 7,5 км детаљи | Кајса Мекерејнен · Финска | 20:53,6 (1+0)     | Тора Бергер · Норвешка       | 20:59,8 (0+0)     | Габријела Соукалова · Чешка | 21:06,5 (0+0)     |
| Потера 10 км детаљи  | Кајса Мекерејнен · Финска | 30:52,0 (1+0+1+0) | Дарја Домрачева · Белорусија | 31:52,0 (0+0+0+1) | Олга Зајцева · Русија       | 32:46,3 (4+0+0+1) |

## Биланс медаља
| Земља            | Злато | Сребро | Бронза | Укупно |
| ---------------- | ----- | ------ | ------ | ------ |
| Норвешка         | 3     | 1      | 0      | 4      |
| Финска           | 3     | 0      | 1      | 4      |
| Русија           | 0     | 2      | 1      | 3      |
| Француска        | 0     | 2      | 0      | 2      |
| Белорусија       | 0     | 1      | 0      | 1      |
| Немачка          | 0     | 0      | 1      | 1      |
| Сједињене Државе | 0     | 0      | 1      | 1      |
| Чешка            | 0     | 0      | 1      | 1      |
| Шведска          | 0     | 0      | 1      | 1      |
| Укупно           | 6     | 6      | 6      | 18     |

## Успеси
Навећи успеси свих времена
- Мари Лауканен Финска, 3. место у спринту

Прва трка у светском купу
|  |  |